# Michael Johnston (acteur)
Pour les articles homonymes, voir Michael Johnston (homonymie) et Johnston.
Michael Johnston est un acteur américain né le 22 février 1996 ,, connu pour le film Slash dans le rôle de Neil (2016), Teen Wolf (2011) dans le rôle de Corey, et pour avoir associé sa voix au personnage Reed dans le jeu de rôle Dust: An Elysian Tail (2012).

## Vie privée
Né en Caroline du Nord, il possède un diplôme d'études secondaires obtenu un an plus tôt.[Quoi ?] Il est allé vivre chez son père à Chicago et entre dans la troupe d'improvisation théâtrale The Second City. Après avoir perfectionné son jeu de rôle, il déménage en Californie.
Johnston s'identifie comme gay. En février 2023, il officialise sa relation avec le scénariste-réalisateur Anthony Sellitti.

## Carrière
Un petit rôle dans la prochaine saison de la série Awkward l'a conduit à une place de choix sur la cinquième saison de Teen Wolf, Série phare de MTV ou il interprète le rôle d'un ressuscité du nom de Corey, qui vit une romance avec Mason Hewitt et qui possède le pouvoir d'être fort, rapide et invisible. Son personnage est homosexuel et sur ce sujet il s'exprime ainsi : «Quand je vois les relations sur Teen Wolf , ils sont tous traités de la même façon», «Ils ne se focalisent pas sur une relation homosexuelle pour le spectacle - il est juste question d'une relation comme une autre, ce qui est vraiment proche de la vie telle qu'elle est.»

## Filmographie[8]

### Cinéma
- 2012 - Bee Wars : Buzzalot (voix)
- 2012 - Totes Burgers : Evan (voix; court-métrage)
- 2016 - Slash de Clay Liford : Neil
- 2017 - Bornless Ones : Zach
- 2018 - Crazy for the Boys : Chad
- 2018 - The Maestro : Pietro Castelnuovo-Tedesco

### Télévision
- 2012 - 2014 - TOME: Terrain of Magical Expertise : Bubb (voix; 3 épisodes)
- 2015 - Zak Storm, Super Pirate : Zak Storm (voix)
- 2015 - Awkward : Senior (saison 5) (1 épisode)
- 2016 - Pure Genius : Luke Wallace (1 épisode)
- 2017 - En route : Les Aventures de Tif et Oh : Keanu (Saison 2) (voix; 1 épisodes)
- 2015 - 2017 : Teen Wolf de Jeff Davis (VF : Gwenaël Sommier) : Corey (saison 5 et saison 6) (27 épisodes)
- 2018 - Supergirl : Adam (Saison 4) (1 épisode)

## Jeux vidéo
- 2012 - Dust: An Elysian Tail : Reed (voix)
- 2015 - Tales of Zestiria : Mikleo (voix)
- 2017 - Kingdom Hearts χ Backcover : Ephemer (voix)
- 2017 - Fire Emblem Heroes - Lugh (voix)
- 2019 - Kingdom Hearts III : Ephemer (voix)
- 2024 - The Texas Chain Saw Massacre : Danny Gaines (voix)